# Майбородовка (Кременчугский район)
Майбородовка (укр. Майбородівка) — село,
Майбородовский сельский совет,
Кременчугский район,
Полтавская область,
Украина.
Код КОАТУУ — 5322482201. Население по переписи 2001 года составляло 706 человек.
Является административным центром Майбородовского сельского совета, в который, кроме того, входят сёла
Мирное и
Писарщина.

## Географическое положение
Село Майбородовка находится у истоков реки Сухой Омельник,
ниже по течению на расстоянии в 2 км расположено село Писарщина.
Рядом проходит железная дорога, станция Рублевка в 3-х км.
К селу примыкает большой садовый массив.

## История
Есть на карте 1826-1840 годов как Майбородин.
В 1862 году в деревне владельческой Майбородовка было 28 дворов где проживало 308 человек.

## Экономика
- ПП "Майбородовское".
- Торговый дом «Изумруд».
- Майбородовская племенная ферма».

## Объекты социальной сферы
- Школа.

## Религия
- Храм в честь Покрова Пресвятой Богородицы.

## Достопримечательности
- Орудие ЗИС-3 на братской могиле советских воинов.